# Glyf
Glyf (ze starořeckého γλυφή – glyfein – tesat) je v lingvistice a typografii grafická realizace podoby grafému (písmena, číslice, znaku, piktogramu, interpunkčního a jiných znamének). Jeho vytvářením vzniká např. písmo. Kořen „glyf“ se užívá ve složených slovech pro označení písem, která jsou založena zejména na piktogramech (hieroglyf, petroglyf).

## Druhy
- Lineární (čárové) – jsou tvořeny pomocí linie (čáry).
- Nelineární – jsou tvořeny jinými typy značek (obloučky, tečky).